# Дирк Новицки
Дирк Вернер Новицки (Вирцбург, 19. јун 1978) је бивши немачки кошаркаш. Један од најбољих европских кошаркаша свих времена. Са висином од 213 cm играо је на позицији крилног центра, али је шутирао из свих позиција.
Од 1998. године је стални члан прве петорке Далас маверикса са којима је 2006. стигао и до финала, а 2011. постао и шампион НБА лиге. Више пута је био члан ол-стар екипе. Неколико пута је био изабран у најбољу петорку лиге, док је у сезони 2006/07. проглашен за најкориснијег играча NBA лиге и тако постао први Европљанин који је добио то признање. Најдоминантнији је играч и немачке репрезентације, са којом је највећи успех имао освајањем другог места на Европском првенству у Београду.

## Каријера
Прве кошаркашке кораке забележио је у родном Вирцбургу и заиграо у Другој лиги Немачке већ 1994. године. Током играња у овом клубу примећен је од тренера Дирка Бауермана, који је изјавио да Немачка није имала таквог талента у задњих 10-15 година. Током свих година у Вирцбургу играо је само другу лигу иако је било покушаја великих европских клубова да га доведу у своје редове. Марта 1998. године Новицки је изабран да игра на Најковом турниру америчких кошаркаша против играча из остатка света. Дирк је на тој утакмици одиграо феноменално забележивши 33 поена, 14 скокова и 3 украдене лопте. Након тога интересовање за њим је било још веће. Исте године излази на НБА драфт и бива изабран у првој рунди од стране Милвокија. Убрзо након драфта бива трејдован и на крају завршава у Даласу.

### Далас
Већ у првој сезони добија прилику да игра и то просечно 20 минута по утакмици. На половини утакмица био је члан прве петорке. Одмах је скренуо пажњу на себе пре свега одличним шутом са дистанце иако је имао натпросечну висину чак и за центре. Већ у другој сезони био је стандардни члан прве петорке и значајно побољшао свој кошгетерски учинак. Те сезоне нови власник Даласа је постао Марк Кјубан који га је купио за 280 милиона долара. Одмах је желео да има конкурентан тим и желео је да доведе конкурентне играче. Ипак тих година синоним за игру Даласа били су он и Стив Неш. Од сезоне 2000/01. редовни су учесници плеј-офа, а красила их је пре свега одлична игра у нападу. Тих година у Западној конференцији је била изузетно велика конкуренција те нису стигли даље од полуфинала конференције. Пре свега ту се налазила екипа Лејкерса која је освајала титуле НБА лиге, али и Сакраменто кингси који су једини били конкуренти екипи Лејкерса.
Године 2004. Стив Неш напушта екипу Даласа и враћа се у претходни клуб Финикс и то као слободни играч. Клуб је углавном експериментисао са појачањима која нису била довољна да се клуб одмакне од прве или евентуално друге фазе плеј-офа. Једини играч који се није мењао у тиму био је управо Новицки, који је 2007. године заслужио и титулу најбољег играча НБА лиге. Те сезоне предводио је Далас до 67 победа у регуларном делу сезоне, што је најбољи резултат у историји франшизе. Поред тога на такмичењу у постизању тројки на ол-стар викенду 2006. године, успева да у финалу победи Гилберт Аринаса и Реј Алена са постигнутих 18 тројки.
И када се очекивало да ће и Новицки постати један од бољих играча НБА лиге који нису успели да се домогну НБА прстена, менаџмент Даласа је урадио одличан посао у довођењу играча. Тако је и тим Маверикса поново био конкурентан у плеј-оф. Пре свега враћен је при заласку каријере искусни Џејсон Кид док је испод обруча доведен искусни центар Тајсон Чендлер који је пре свега био задужен за одбрамбене задатке. Највећу подршку Новицки је имао у Џејсону Терију, а на позицији крила је доведен некада највећи ривал из Сакрамента Предраг Стојаковић. Тако укомпонован тим је коначно показивао шампионске амбиције. На западу су коначно прегрмели Лејкерсе и то победом са преко 30 поена разлике на задњој утакмици и то пре свега тројкама Стојаковића и Терија. У Финалу их је чекао велики трио из Мајамија: Леброн, Вејд и Бош. Многи су већ проглашавали победу Мајамија. Ипак тад већ искусни Новицки потпомогнут саиграчима успева да се домогне дуго жељеног прстена. Дирк је добио награду за најбољег играча финалне серије.

### Репрезентација
Готово током целе своје каријере редовно се одазивао позиву да учествује у такмичењима за репрезентацију Немачке. С обзиром да су саиграчи у репрезентацији углавном били испод његово нивоа, увек је био водећи играч. Ипак своју игру подредио је тиму а селектори су максимално користили његове могућности. Већ 2002. на Светском првенству у Индијанаполису долази до прве медаље и то бронзане. Следећу медаљу осваја на Европском првенству у Београду. С обзиром да је тадашња репрезентација Србије и Црне Горе испала у првом кругу он је са својом репрезентацијом био омиљен лик међу домаћим навијачима. У полуфиналу побеђују Шпанију управо његовим кошем три секунде пре краја, од укупно 27 поена. У финалу их је чекала Грчка која је била расположенија и ипак се домогла злата. Остаће забележено скандирање његовог имена у Београдској арени, пошто је изабран за најбољег играча овог првенства.

### НБА статистика
| † | означава сезону када осваја НБА титулу |

#### Просечно по утакмици
| Сезона     | Екипа    | ОУ    | СУ    | МПУ  | ПШ%  | 3П%  | СБ%  | СПУ | АПУ | УПУ | БПУ | ППУ  |
| ---------- | -------- | ----- | ----- | ---- | ---- | ---- | ---- | --- | --- | --- | --- | ---- |
| 1998-99    | Далас    | 47    | 24    | 20.4 | .405 | .206 | .773 | 3.4 | 1.0 | .6  | .6  | 8.2  |
| 1999-00    | Далас    | 82    | 81    | 35.8 | .461 | .379 | .830 | 6.5 | 2.5 | .8  | .8  | 17.5 |
| 2000-01    | Далас    | 82    | 82    | 38.1 | .474 | .387 | .838 | 9.2 | 2.1 | 1.0 | 1.2 | 21.8 |
| 2001-02    | Далас    | 76    | 76    | 38.0 | .477 | .397 | .853 | 9.9 | 2.4 | 1.1 | 1.0 | 23.4 |
| 2002-03    | Далас    | 80    | 80    | 39.0 | .463 | .379 | .881 | 9.9 | 3.0 | 1.4 | 1.0 | 25.1 |
| 2003-04    | Далас    | 77    | 77    | 37.9 | .462 | .341 | .877 | 8.7 | 2.7 | 1.2 | 1.4 | 21.8 |
| 2004-05    | Далас    | 78    | 78    | 38.7 | .459 | .399 | .869 | 9.7 | 3.1 | 1.2 | 1.5 | 26.1 |
| 2005-06    | Далас    | 81    | 81    | 38.1 | .480 | .406 | .901 | 9.0 | 2.8 | .7  | 1.0 | 26.6 |
| 2006-07    | Далас    | 78    | 78    | 36.2 | .502 | .416 | .904 | 8.9 | 3.4 | .7  | .8  | 24.6 |
| 2007-08    | Далас    | 77    | 77    | 36.0 | .479 | .359 | .879 | 8.6 | 3.5 | .7  | .9  | 23.6 |
| 2008-09    | Далас    | 81    | 81    | 37.7 | .479 | .359 | .890 | 8.4 | 2.4 | .8  | .8  | 25.9 |
| 2009-10    | Далас    | 81    | 80    | 37.5 | .481 | .421 | .915 | 7.7 | 2.7 | .9  | 1.0 | 25.0 |
| 2010-2011† | Далас    | 73    | 73    | 34.3 | .517 | .393 | .892 | 7.0 | 2.6 | .5  | .6  | 23.0 |
| 2011-12    | Далас    | 62    | 62    | 33.5 | .457 | .368 | .896 | 6.8 | 2.2 | .7  | .5  | 21.6 |
| 2012-13    | Далас    | 53    | 47    | 31.3 | .471 | .414 | .860 | 6.8 | 2.5 | .7  | .7  | 17.3 |
| 2013-14    | Далас    | 80    | 80    | 32.9 | .497 | .398 | .899 | 6.2 | 2.7 | .9  | .6  | 21.7 |
| 2014-15    | Далас    | 77    | 77    | 29.6 | .459 | .380 | .882 | 5.9 | 1.9 | .5  | .4  | 17.3 |
| Каријера   | Каријера | 1,265 | 1,234 | 35.5 | .475 | .383 | .879 | 7.9 | 2.6 | .9  | .9  | 22.2 |
| Ол стар    | Ол стар  | 13    | 2     | 17.1 | .434 | .226 | .875 | 4.0 | 1.2 | .8  | .4  | 8.7  |

#### Плеј-оф
| Сезона   | Екипа    | ОУ  | СУ  | МПУ  | ПШ%  | 3П%  | СБ%  | СПУ  | АПУ | УПУ | БПУ | ППУ  |
| -------- | -------- | --- | --- | ---- | ---- | ---- | ---- | ---- | --- | --- | --- | ---- |
| 2001.    | Далас    | 10  | 10  | 39.9 | .423 | .283 | .883 | 8.1  | 1.4 | 1.1 | .8  | 23.4 |
| 2002.    | Далас    | 8   | 8   | 44.6 | .445 | .571 | .878 | 13.1 | 2.3 | 2.0 | .8  | 28.4 |
| 2003.    | Далас    | 17  | 17  | 42.5 | .479 | .443 | .912 | 11.5 | 2.2 | 1.2 | .9  | 25.3 |
| 2004.    | Далас    | 5   | 5   | 42.4 | .450 | .467 | .857 | 11.8 | 1.4 | 1.4 | 2.6 | 26.6 |
| 2005.    | Далас    | 13  | 13  | 42.4 | .402 | .333 | .829 | 10.1 | 3.3 | 1.4 | 1.6 | 23.7 |
| 2006.    | Далас    | 23  | 23  | 42.7 | .468 | .343 | .895 | 11.7 | 2.9 | 1.1 | .6  | 27.0 |
| 2007.    | Далас    | 6   | 6   | 39.8 | .383 | .211 | .840 | 11.3 | 2.3 | 1.8 | 1.3 | 19.7 |
| 2008.    | Далас    | 5   | 5   | 42.2 | .473 | .333 | .808 | 12.0 | 4.0 | .2  | 1.4 | 26.8 |
| 2009.    | Далас    | 10  | 10  | 39.5 | .518 | .286 | .925 | 10.1 | 3.1 | .9  | .8  | 26.8 |
| 2010.    | Далас    | 6   | 6   | 38.8 | .547 | .571 | .952 | 8.2  | 3.0 | .8  | .7  | 26.7 |
| 2011. †  | Далас    | 21  | 21  | 39.3 | .485 | .460 | .941 | 8.1  | 2.5 | .6  | .6  | 27.7 |
| 2012.    | Далас    | 4   | 4   | 38.5 | .442 | .167 | .905 | 6.3  | 1.8 | .8  | .0  | 26.8 |
| 2014.    | Далас    | 7   | 7   | 37.6 | .429 | .083 | .806 | 8.0  | 1.6 | .9  | .9  | 19.1 |
| 2015.    | Далас    | 5   | 5   | 36.2 | .452 | .235 | .929 | 10.2 | 2.4 | .4  | .4  | 21.2 |
| каријера | каријера | 140 | 140 | 40.9 | .461 | .365 | .891 | 10.2 | 2.5 | 1.1 | .9  | 25.4 |

## Успеси

### Репрезентативни
- Светско првенство:  2002.
- Европско првенство:  2005

### Клупски
- Далас маверикси:
  - НБА (1): 2010/11.

### Појединачни
- Најкориснији играч НБА финала (1): 2010/11.
- Најкориснији играч НБА (1): 2006/07.
- НБА Ол-стар меч (14): 2002, 2003, 2004, 2005, 2006, 2007, 2008, 2009, 2010, 2011, 2012, 2014, 2015, 2019.
- Идеални тим НБА — прва постава (4): 2004/05, 2005/06, 2006/07, 2008/09.
- Идеални тим НБА — друга постава (5): 2001/02, 2002/03, 2007/08, 2009/10, 2010/11.
- Идеални тим НБА — трећа постава (3): 2000/01, 2003/04, 2011/12.
- Победник НБА такмичења у брзом шутирању тројки (1): 2006.
- НБА саиграч године (1): 2016/17.
- Најкориснији играч Светског првенства (1): 2002.
- Најкориснији играч Европског првенства (1): 2005.
- Евроскар (6): 2002, 2003, 2004, 2005, 2006, 2011.
- Мистер Еуропа (1): 2005.
- Најкориснији играч Првенства Немачке (1): 1998/99.